# Nikola Pokrivač
Nikola Pokrivač (ur. 26 listopada 1985 w Čakovcu, zm. 18 kwietnia 2025 w Karlovacu) – chorwacki piłkarz występujący na pozycji defensywnego pomocnika.

## Życiorys

### Kariera klubowa
W czasach juniorskich trenował w Bratstvie Jurovec, NK Čakovec i NK Varaždin. W 2004 roku dołączył do seniorskiego zespołu tego ostatniego. 18 czerwca 2005 po raz pierwszy zagrał w europejskich pucharach – w przegranym 1:2 spotkaniu z Dinamem Tirana w ramach Pucharu Intertoto. 19 stycznia 2007 został piłkarzem Dinama Zagrzeb. Pierwszy ligowy mecz w jego barwach rozegrał 17 marca 2007 z HNK Rijeka (1:0 dla Dinama). Wraz z zespołem świętował zdobycie mistrzostw kraju w sezonach 2006/2007 i 2007/2008. 1 stycznia 2008 odszedł do AS Monaco FC. Kwota transferu wyniosła około 3,5 miliona euro. W Ligue 1 zadebiutował 23 lutego 2008 w meczu z Paris Saint-Germain F.C., który zakończył się wynikiem 1:1. Grał w nim przez pełne 90 minut. W sumie w sezonie 2007/2008 zagrał w 9 meczach ligi francuskiej. Sezon 2008/2009 zakończył zaś z ligowym bilansem 23 mecze i 2 gole. 24 sierpnia 2009 został sprzedany za ok. 2 miliony euro do austriackiego Red Bull Salzburg. W sumie występował w nim przez dwa lata. W Bundeslidze rozegrał 30 spotkań, w których zdobył 4 bramki. Wraz z klubem w sezonie 2009/2010 został mistrzem kraju. 16 sierpnia 2011 powrócił do Dinama. W sezonie 2011/2012 zagrał w 4 meczach fazy grupowej Ligi Mistrzów: z Realem Madryt, dwukrotnie z Olympique Lyon oraz z AFC Ajax. W sezonie 2012/2013 po raz trzeci w karierze zdobył mistrzostwo Chorwacji, rundę wiosenną spędzając jednak na wypożyczeniu w Interze Zaprešić. W latach 2013–2014 grał w HNK Rijeka. 17 czerwca 2014 trafił do kazachskiego Szachtiora Karaganda. Ostatnim klubem w jego karierze był NK Slaven Belupo, w którym występował w latach 2016–2018. Pod koniec 2017 roku ogłosił, że w związku z problemami zdrowotnymi jest zmuszony zakończyć karierę zawodniczą.

### Kariera reprezentacyjna
W reprezentacji Chorwacji zadebiutował 24 maja 2008 w wygranym 1:0 meczu z Mołdawią. Został powołany do kadry na mistrzostwa Europy 2008. Po raz ostatni w kadrze narodowej zagrał 12 października 2010 z Norwegią (2:1 dla Chorwatów).

## Życie prywatne
Był żonaty z Katariną, z którą miał córkę Nikę. W sierpniu 2015 zdiagnozowano u niego chłoniaka Hodgkina. Przeszedł przeszczep szpiku kostnego, dawcą którego była jego matka. Choroba uniemożliwiła mu zawodowe uprawianie sportu.

## Śmierć
Zginął wieczorem 18 kwietnia 2025, w wypadku samochodowym w Karlovacu.